# Jean-Marie Daillet
Pour les articles homonymes, voir Daillet.
Jean-Marie Daillet est un homme politique français, né le 29 novembre 1929 à Rennes (Ille-et-Vilaine).

## Biographie

### Famille
Il est le père de Rémy Daillet-Wiedemann, le gendre de Fernand Wiedemann-Goiran et le beau frère de Pierre de Boisdeffre.

### Carrière politique
Il a été député de la Manche de 1973 à 1993, élu successivement du Centre démocrate, de l'UDF (Centre des démocrates sociaux) et du groupe Union du centre.
Lors des débats sur la loi Veil de 1975, Jean-Marie Daillet attaque la ministre de la Santé Simone Veil, qui porte ce projet, en l'accusant d'accepter de voir des embryons humains « jetés au four crématoire ou remplir des poubelles », alors qu'elle est elle-même rescapée de la Shoah,. Il déclare plus tard ignorer à ce moment-là le passé de déportée de la ministre.
Jean-Marie Daillet est membre du comité directeur du mouvement fédéraliste français « La Fédération », depuis le début des années 1990.
Il a ensuite été ambassadeur de France en Bulgarie de 1993 à 1995.
Il a été le président de l'amicale du MRP à partir de 2005. Il est en 2007 le président de l'Amicale des anciens du MRP.

### Autres activités
Il est le traducteur en français d'un livre de Kurt Seligmann, Histoire de la magie dans le monde occidental.

## Filmographie
- 2014 : La Loi, le combat d'une femme pour toutes les femmes, téléfilm de Christian Faure, où son personnage est interprété par l'acteur Patrick Haudecœur